# Зв'язок у Вірменії
| Зв'язок у Республіці Вірменія | Зв'язок у Республіці Вірменія |
| ----------------------------- | ----------------------------- |
|                               |                               |
|                               |                               |
| Стаціонарний зв'язок (2006):  | 603,900                       |
| Мобільний зв'язок (2006):     | 2.6 мільйонів                 |
| ccTLD:                        | .am                           |
| Телефонний код:               | +374                          |

Ця стаття про зв'язок у Республіці Вірменія.

## Мобільний зв'язок
Наразі у Вірменії діють три оператори мобільного зв'язку: Beeline [Архівовано 15 травня 2011 у Wayback Machine.], VivaCell-MTS [Архівовано 28 жовтня 2011 у Wayback Machine.] та Orange Armenia [Архівовано 30 листопада 2009 у Wayback Machine.].

### VivaCell-MTS
Компанія VivaCell-MTS, яка вважається найбільшим оператором стільникового зв'язку у Вірменії, за підсумками дев'яти місяців 2009 року очолила список найбільших платників податків у країні. Про це говорять дані, опубліковані Комітетом з держдоходів при уряді Вірменії. Згідно з цими даними, за звітний період компанія «К-Телеком», яка виступає на ринку під брендом VivaCell-MTS, виплатила до державного бюджету понад 12,71 млрд. драмів.
Послуги 3G стільникового оператора VivaCell-MTS доступні на всіх станціях єреванського метрополітену. В рамках регіональної програми розвитку мережі третього покоління компанія забезпечила доступність мережі 3G в Єреванському метрополітені, де вже була доступна мережа 2,5 G. Єреван є першою столицею в країнах СНД, де метрополітен покритий мережею 3G, що дозволяє абонентам МТС користуватися послугами інтернет й усіма іншими можливостями, які надає високошвидкісна мережа широкосмугового доступу в інтернет. VivaCell-MTS запустив послуги 3G в комерційну експлуатацію у Вірменії 17 квітня, забезпечивши технологію мобільного широкосмугового доступу в Інтернет. Спочатку мережа була доступна в трьох містах Вірменії — Єревані, Гюмрі і Ванадзорі. З 29 жовтня мережу 3G стала доступною в 47 містах і великих обласних центрах Вірменії.
Компанія працює на всій території Вірменії і володіє ліцензіями стандарту GSM 900/1800 до кінця 2019 року. Власником 80 % акцій VivaCell-MTS є найбільший оператор стільникового зв'язку в Росії й СНД — ВАТ «Мобільні Телесистеми» (МТС), решта 20 % належать ліванській інвестиційній групі Fattouch Group.

### Beeline
«АрменТел» (бренд Belline), за 9 місяців 2009 року компанія внесла до держбюджету 10 млрд 794 млн 130 тис. драмів.
Компанія була заснована в березні 1995 року за рішенням Міністерства зв'язку Вірменії спільно з американською компанією Trans-World Telecom. Контрольний пакет залишився за урядом Вірменії. У 1998 році структура власності «АрменТел» змінилася: 90 % акцій були придбані грецькою OTE за $ 142,47 млн, держава зберегла решту 10 % акцій. З 3 листопада 2006 року є дочірнім підприємством російської корпорації Вимпелком (діє під брендом Beeline). АрменТел довгі роки був монополістом у сфері зв'язку Вірменії і при потуранні і корумпованості грецького керівництва, небажанні виконувати свої інвестиційні зобов'язання здобув собі дуже низький імідж серед населення країни. Ситуацію посилювало використання застарілого або списаного обладнання і вперте небажання вищого менеджменту щось поліпшувати.
Відразу ж як другий за величиною стільниковий оператор Росії Вимпелком придбав АрменТел, компанія спочатку відмовилася від монополії на послугу міжнародного виходу в Інтернет, а також міжнародних розмов (International Voice Gateway), а потім добровільно відмовився і від монополії на послуги відеотрансляції.
Придбавши компанію, керівництво Вимпелком оголосило, що буде будувати свою ринкову політику у Вірменії, впроваджуючи інноваційні технології і модернізуючи як фіксовану, так і мобільну мережу.
Якість обслуговування «АрменТел» довгий час залишалося низьким. Починаючи з травня 2008 року, керівництво компанії, визнавши нарешті необхідність реорганізації компанії, ініціювало процес докорінної перебудови і реструктуризації бізнесу, замінивши вищий керівний склад і практично повністю змінивши принципи управління компанією. Процес продовжується досі.
Істотні зміни відбулися в «АрменТел» в 2008 р. Компанія першою запустила послуги мобільного зв'язку третього покоління 3G в місті Єревані, а також проєкт широкосмугового доступу в Інтернет (продукт під брендом Hi Line), значно знизивши ціни на широкосмуговий доступ в Інтернет. У 2008 р. «АрменТел» значно розширив канали обміну даними із закордонними операторами, знизивши ціни на транзит інтернет-трафіку для провайдерів. Попри те, що ціни на Інтернет послуги у Вірменії залишаються значно вище ніж в інших країнах регіону, спостерігаються позитивні тенденції їх зниження.
У 2008 р. «АрменТел» завершив телефонізацію регіонів Вірменії. З використанням технологій фіксованого радіозв'язку CDMA Компанія телефонізувала практично всі населені пункти країни. Таким чином, все населення країни отримало можливість доступу до Інтернету.
Наразі компанія має 81 офіс продажу та обслуговування, 25 із яких працюють у столиці.

### Orange Armenia
5 листопада 2009 р. France Telecom заявило про офіційний початок роботи у Вірменії під брендом Orange. Компанія вже забезпечує мобільним зв'язком 85 % території республіки. При цьому абоненти компанії, що перебувають на території Нагірно-Карабаської Республіки, будуть змушені користуватися послугами роумінгу.
У компанії акцентують на якість та доступність широкосмугового інтернету. Orange придбав у GNC-Alfa оптико-волоконний кабель, що тягнеться з Вірменії через територію Ірану в Європу.
На момент офіційного старту діяльності Orange у Вірменії, бажання придбати телефонні номери цього оператора виразили 70 тис. осіб, що, на думку керівництва компанії, дуже непоганий старт.
Компанія має можливість надавання номерів з кодами +374(0)55 та +374(0)95, з правом заміщення номерів строком на 10 років. Інвестиції компанії вже склали 80 млн дол., а до 2011 р. мають скласти 150 млн дол. «Orange Armenia», хоч поки не приступила до комерційної експлуатації мережі, але вже встигла внести до держбюджету країни 3 млрд 574 млн драмів.

## Телебачення
У країні працюють 48 приватних та 2 громадських телеканали. Широко доступні російські телеканали. Найпопулярнішими вірменськими телеканалами є:
- А1
- Amga TV
- Перший канал вірменського телебачення
- Live.am: (музичний телеканал)
- VOA

## Радіо
Станом на 2008 р., Вірменія має 9 AM станцій, 17 FM станцій та одну короткохвильову станцію. На додачу існує близько 850 000 радіостанцій.